# Pietro Raimondi
Pietro Raimondi (20. prosince 1786 Řím – 30. října 1853 tamtéž) byl italský hudební skladatel.

## Život
Narodil se v Římě, ale studoval zpěv a skladbu na neapolské konzervatoři Conservatorio della Pietà dei Turchini a Napoli. Učitelem kontrapunktu byl Giacomo Tritto. Po šesti letech studia se vrátil do Říma, ale z ekonomických důvodů odešel záhy do Florencie a do Janova, kde žili jeho příbuzní. V Janově začínal jako učitel a v roce 1807 zde prezentoval svou první komickou operu La Bizzarria d'amore. V následujících letech působil na Sicílii. Od roku 1816 do roku 1820 byl kapelníkem města Acireale. V roce 1820 se vrátil do Neapole, kde uvedl na scénu celou řadu oper. V roce 1824 byl jmenován hudebním ředitelem Královského divadla v Neapoli (Teatro San Carlo).
Přestože byl velmi plodným operním skladatelem, jeho díla měla jen průměrný úspěch. Částečně to bylo způsobeno i tím, že jeho současníky a konkurenty byli takoví skladatelé jako Gioacchino Rossini, Vincenzo Bellini či Gaetano Donizetti. Koncem třicátých let 19. století tak téměř rezignoval na operní tvorbu a cele se věnoval chrámové hudbě. K tomuto hudebnímu žánru měl ty nejlepší předpoklady. Byl svými současníky považován za největšího znalce kontrapunktu.
V letech 1833–1852 byl profesorem kontrapunktu na konzervatoři Conservatorio del Buon Pastore v Palermu a ředitelem místního divadla Teatro Carolino. Po smrti Antonína Rejchy se ucházel u místo na katedře harmonie a kontrapunktu pařížské konzervatoře. Jeho žádost však dorazila pozdě a místo bylo již obsazeno.
Největší životní úspěch sklidil svým třídílným oratoriem Putifar–Giuseppe–Giacobbe komponovaným v roce 1848. Celé oratorium bylo poprvé provedeno v Římě v roce 1852 na koncertě, který trval 6 hodin a zúčastnilo se ho 430 hudebníků. Na základě tohoto díla jej papež Pius IX. jmenoval kapelníkem Baziliky svatého Petra ve Vatikánu. Krátce poté, co byl uveden do funkce, Raimondi zemřel.

## Dílo
Zkomponoval 62 oper, mezi jinými:
- La Bizzarria d'amore (1807 Janov)

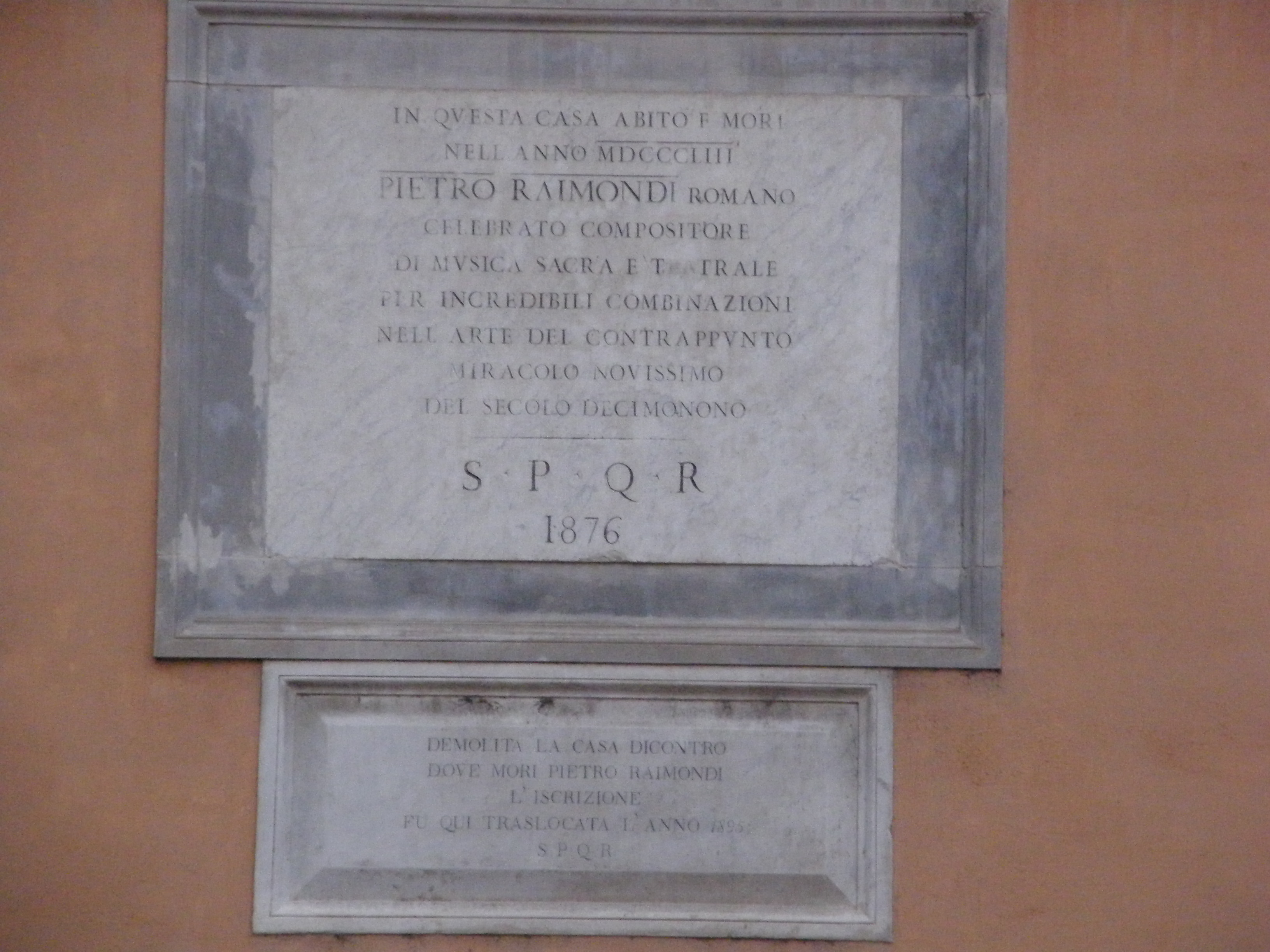
Pamětní deska na Piazza dell'Oratorio v Římě.

- La Forza dell'immaginazione, commedia lirica (1808)
- Il Battuto contento, commedia lirica (1808)
- Era e Leandro, monodramma (1809)
- Elisa Werner (1810 Florencie, Teatro della Pergola)
- Il fanatico deluso (1811 Neapol, Teatro dei Fiorentini)
- Lo sposo agitato (libreto Giuseppe Palomba, 1812 Neapol, Teatro dei Fiorentini)
- Amarat secondo (1813 Řím)
- Ciro in Babilonia (1820 Neapol, Teatro San Carlo)
- La caccia di Enrico IV (1822 Neapol, Teatro del Fondo)
- La donna colonello, farsa per musica (1822 Neapol, Teatro del Fondo)
- Le finte Amazzoni (libreto Luigi Romanelli, 1823 Milán, Scala)
- Argia, dramma per musica (libreto Giovanni Schmidt, 1823 Neapol, Teatro San Carlo)
- Berenice in Roma (libreto Giovanni Schmidt, 1824 Neapol, Teatro San Carlo)
- Le nozze dei Sanniti (1824 Neapol, Teatro San Carlo)
- Amina ovvero L'innocenza perseguitata (1824 Milán, La Scala)
- Il Disertore (1825 Neapol, Teatro del Fondo)
- Il morto in apparenza (libreto G. Checcherini, 1825 Neapol, Teatro Nuovo)
- Il finto feudatario (libreto G. Checcherini, 1826 Neapol, Teatro Nuovo)
- Don Anchise Campanone (libreto G. B. Lorenzi, 1826 Neapol, Teatro Nuovo)
- Giuditta (libreto A. Tottola, 1827 Neapol, Teatro San Carlo)
- Costanza ed Oringaldo (1830 Neapol, Teatro di San Carlo)
- La vita di un giocatore (libreto G. Checcherini, 1831 Neapol, Teatro San Carlo)
- Il ventaglio, commedia per musica (libreto D. Gilardoni podle Goldoniho, 1831 Neapol, Teatro San Carlo)
- Il Giulio Sabino (1831 Neapol, Teatro di San Carlo)
- La vita di un giucatore, azione melodrammatica (libreto G. Checcherini, 1831 Neapol, Teatro San Carlo)
- La verdummara de puorto, commedia (1832 Neapol, Teatro San Carlo)
- Clato (1832 Neapol, Teatro San Carlo)
- La fidanzata del parrucchiere (1832 Neapol, Teatro San Carlo)
- Il biglietto del lotto stornato (libreto A. Passaro, 1833 Neapol, Teatro San Carlo)
- L'orfana russa (1835 Neapol, Teatro del Fondo)
- I parenti ridicoli (1835 Neapol, Teatro Nuovo)
- Isabella degli Abennati, melodramma tragico (libreto G. Sapio, 1836 Neapol, Teatro Nuovo)
- Vinclida (1837 Neapol, Teatro Nuovo)
- Palmirella maritata (1837 Neapol, Teatro Nuovo)
- Raffaello da Urbino e la Fornarina (libreto G. Checcherini, 1838 Neapol, Teatro Nuovo)
- Il trionfo delle donne (1841 Janov, Teatro Carlo Felice)
- Francesco Donato, melodramma tragico (libreto Felice Romani, 1842 Palermo, Teatro Carolino)
- La Verdummara de Puoro (Neapol, Mezzocannone)

### Oratoria a kantáty
- L'Oracolo di Delfo (kantáta, 1811 Neapol, Teatro San Carlo)
- Giuditta (oratorium, libreto Andrea Leone Tottola, 1827 Neapol, Teatro San Carlo)
- Putifar–Giuseppe–Giacobbe (oratoria, libreto Giuseppe Sapio, 1852 Řím, Teatro Argentina)
- Il Giudizio universale (oratorium, libreto Onofrio Abbate)

### Balety
31 baletů, mezi jinými
- Giaffar (1837, Bologna, Teatro Comunale)

### Chrámová hudba
- 2 Requiem con orchestra
- Salmi da 4 a 8 voci
- 2 mše
- 2 Sinfonie religiose, da eseguirsi separatamente od unite
- Vespri
- Stabat Mater
- Miserere
- Tantum Ergo
- Le sette parole dell'agonia